# Coniochaeta ligniaria
Coniochaeta ligniaria är en svampart som först beskrevs av Robert Kaye Greville, och fick sitt nu gällande namn av George Edward Massee 1887. Coniochaeta ligniaria ingår i släktet Coniochaeta och familjen Coniochaetaceae.  Arten är reproducerande i Sverige. Inga underarter finns listade i Catalogue of Life.